# 薩曼莎 (阿拉巴馬州)
薩曼莎（英語：Samantha）是位於美國阿拉巴馬州塔斯卡盧薩縣的一個非建制地區。該地的面積和人口皆未知。

## 地理
薩曼莎的座標為33°25′20″N 87°36′19″W / 33.42222°N 87.60528°W，而該地的平均海拔高度為120米（即394英尺）。